# France (Zeitung)
France (franz., dt.: Frankreich) war eine französische Exil-Tageszeitung, die während des Zweiten Weltkrieges in London herausgegeben wurde.
Das Blatt wurde nach der Besetzung Frankreichs durch die deutsche Wehrmacht im Juni 1940 durch die französischen Exilanten Pierre Comert und Georges Gombault gegründet. Chefredakteur wurde Louis Lévy, der auch französischer Repräsentant bei der Socialist Vanguard Group war. Durch Philippe Barrès, den Sohn von Maurice Barrès, des 1923 verstorbenen Chefredakteurs von Le Matin und Paris-Soir, stieß im selben Jahr auch Stéphane Roussel zu der Gruppe und wurde in der Folge für France journalistisch tätig. Roussel, erste Auslandskorrespondentin Frankreichs, war von 1934 bis 1938 Leiterin des Korrespondentenbüros von Le Matin in der deutschen Reichshauptstadt gewesen. Anlässlich eines privaten Aufenthalts in London war sie am 1. September 1939 vom Kriegsbeginn überrascht worden. Die von der britischen Regierung finanziell unterstützte Zeitung war sozialistisch orientiert und nahm eine anti-gaullistische Haltung ein. France erschien bis zur Befreiung von Paris in der zweiten Augusthälfte 1944.

## Ehemalige Mitarbeiter
- Charles Gombault
- Stéphane Roussel